# 골반 검사
골반 검사(pelvic examination) 또는 골반 내진은 여성 골반의 외부 및 내부 기관을 신체적으로 검사하는 것이다.

## 준비, 의사소통 및 트라우마 인지 치료

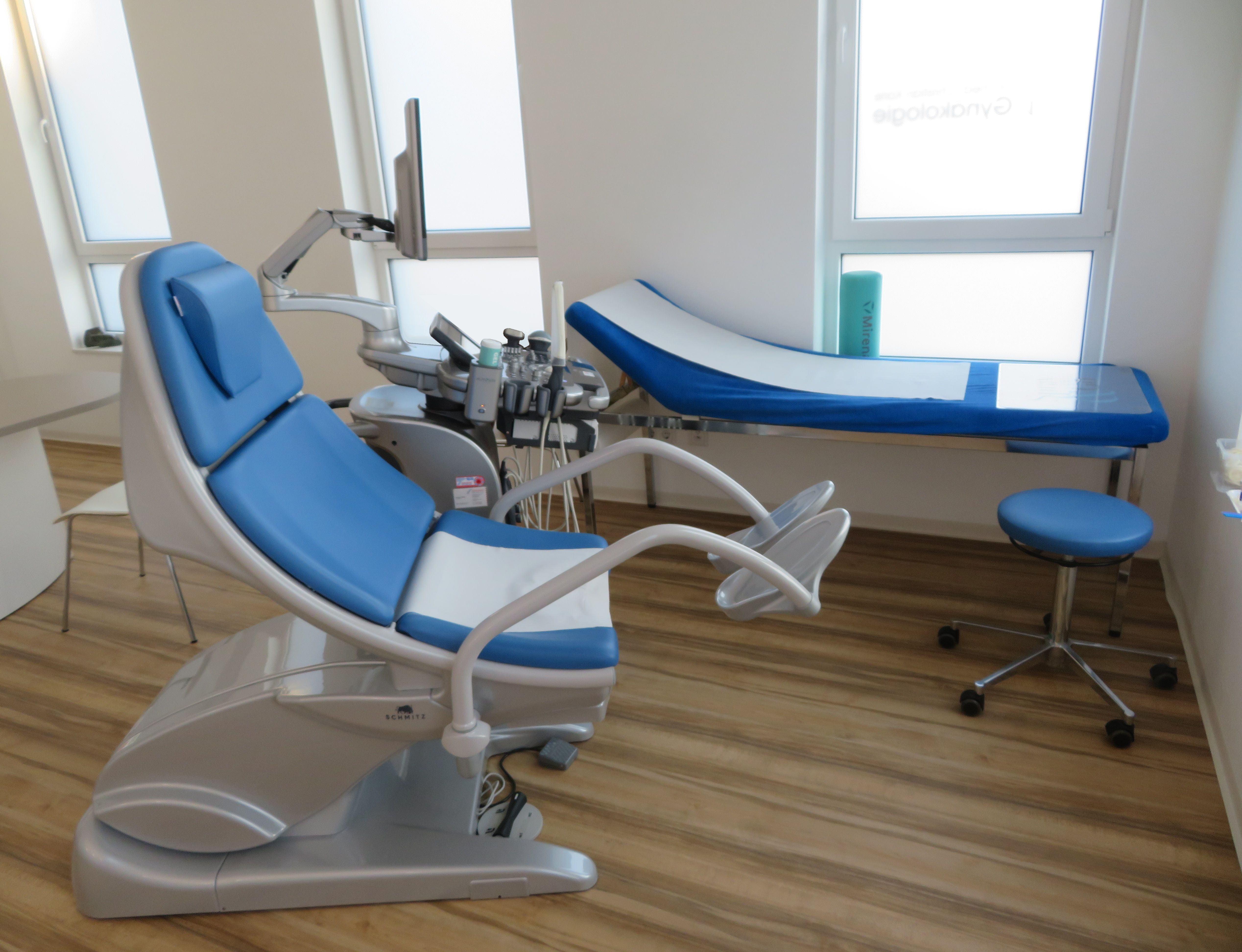
부인과 검사를 위한 의자. 의자 옆에 초음파 검사기와 스크린이 있다.

## 외부 검사

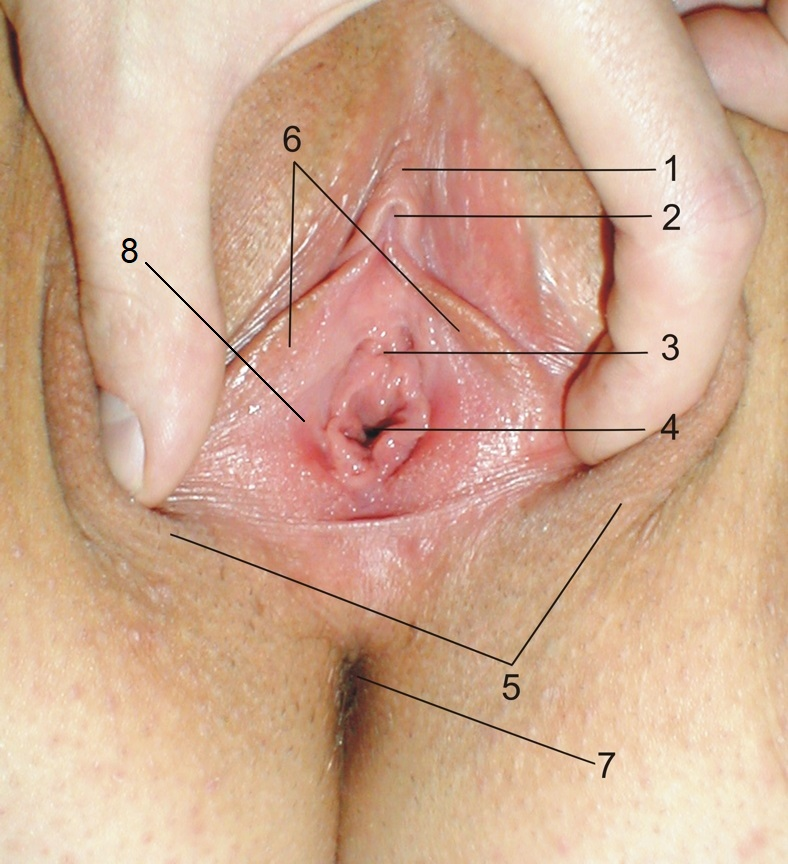
질 입구(질의 개구부)를 주변 구조와 관련하여 보여주는 이미지로, 음순이 개인의 손가락에 의해 변위될 때 나타난다. 개별 구조는 다음과 같다. 1. 음핵 두건 2. 음핵 고개(음핵) 3. 요도 4. 질 개구부 5. 대음순 6. 소음순 7. 항문

## 내부 검사

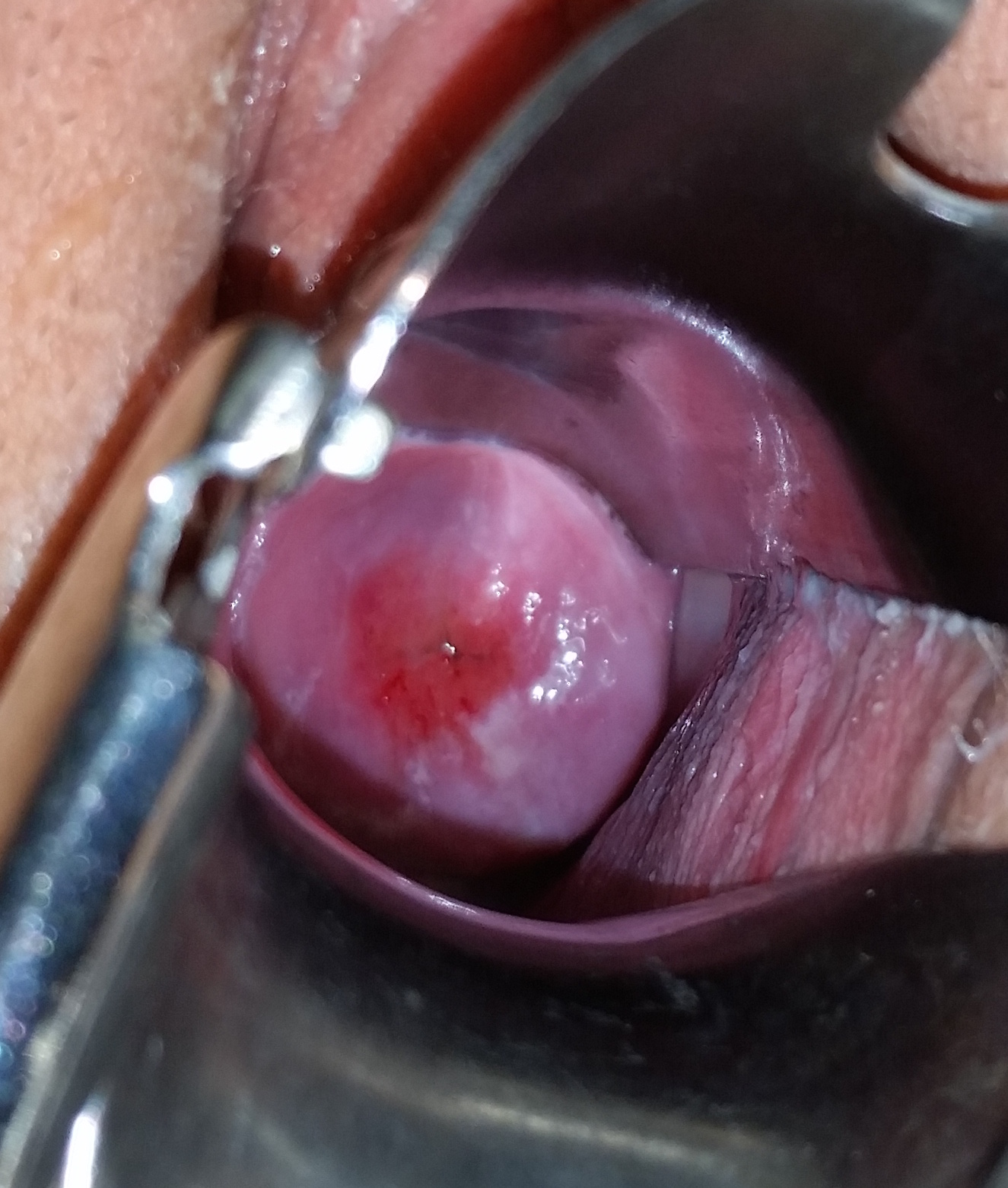
월경 후 미산부 여성의 자궁경부를 보여주는 질경 검사

벌리개를 삽입하기 전에 질벽, 요도, 스킨선(Skene's gland), 바톨린선(Bartholin's gland)을 질벽을 통해 촉진한다. 내부 검사 중에 검사자는 평가를 하는 동안 절차를 설명하면서 환자가 촉진을 느낄 곳을 예상할 수 있도록 한다.

## 같이 보기
- 질효모감염증
- 질경련